# Malinová (okres Rakovník)
Malinová (Duits: Beerenheid) is een Tsjechische gemeente in de regio Midden-Bohemen en maakt deel uit van het district Rakovník. Het dorp ligt op 8 km afstand van de stad Rakovník.
Malinová telt 99 inwoners.

## Geschiedenis
De eerste schriftelijke vermelding van Malinová dateert uit 1585.
Sinds 2003 is Malinová een zelfstandige gemeente binnen het Rakovníkdistrict.

## Verkeer en vervoer

### Autowegen
Malinová ligt aan een regionale weg.

### Spoorlijnen
Er is geen station in (de buurt van) het dorp.

### Buslijnen
Doordeweeks rijdt er 6 keer per dag een buslijn van Transdev Střední Čechy die Malinová verbindt met Rakovník, Lubná, Krakovec en Slabce.
In het weekend rijdt er geen bus door het dorp.